# Ryan Kamp
Ryan Kamp (Breda, 12 dicembre 2000) è un ciclocrossista e ciclista su strada olandese che corre per l'Alpecin-Deceuninck Development Team.

## Carriera
Nel 2020 a Dübendorf si è laureato campione del mondo di ciclocross nella categoria Under-23; nel 2021 ha invece vinto la medaglia d'argento ai mondiali di Ostenda, sempre nella categoria Under-23, concludendo la prova dietro al connazionale Pim Ronhaar.

## Palmarès

### Cross
- 2017-2018 (Juniores)

Grote Prijs Stad Eeklo, Junior (Eeklo)
Cyclocross Gieten, 1ª prova Superprestige Junior (Gieten)
Cyclocross Ruddervoorde, 4ª prova Superprestige Junior (Ruddervoorde)
Campionati olandesi, Junior
Cyclocross Rucphen, Junior (Rucphen)
Vlaamse Aardbeiencross, 7ª prova Superprestige Junior (Hoogstraten)
- 2017-2018

Campionati olandesi, Under-23
- 2019-2020

Grote Prijs Mario De Clercq, 4ª prova DVV Verzekeringen Trofee Under-23 (Renaix)
Brussels Universities Cyclocross, 7ª prova DVV Verzekeringen Trofee Under-23 (Bruxelles)
Campionati olandesi, Under-23
Cyclo-cross de Nommay, 6ª prova Coppa del mondo Under-23 (Nommay)
Grote Prijs Adrie van der Poel, 7ª prova Coppa del mondo Under-23 (Hoogerheide)
Campionati del mondo, Under-23
- 2020-2021

Campionati europei, Under-23
- 2021-2022

Campionati europei, Under-23
- 2022-2023 (Pauwels Sauzen-Bingoal, tre vittorie)

Gran Premio Ciudad de Pontevedra (Pontevedra)
Ciclocross Internacional Xaxancx (Marín)
Grote Prijs Oisterwijk (Oisterwijk)
- 2023-2024 (Pauwels Sauzen-Bingoal, una vittoria)

Cyclocross Rucphen (Rucphen)

#### Altri successi
- 2022-2023

Campionati del mondo, Staffetta mista (con Guus van den Eijnden, Lauren Molengraaf, Tibor Del Grosso, Leonie Bentveld e Fem van Empel)

### Strada

#### Altri successi
- 2017 (Juniores)

Prologo Tour du Pays de Vaud (Losanna, cronosquadre)

## Piazzamenti

### Competizioni mondiali
- Campionati del mondo di ciclocross

Bieles 2017 - Junior: 11º
Valkenburg 2018 - Junior: 3º
Bogense 2019 - Under-23: 7º
Dübendorf 2020 - Under-23: vincitore
Ostenda 2021 - Under-23: 2º
Fayetteville 2022 - Under-23: 6º
Hoogerheide 2023 - Staffetta a squadre: vincitore
Hoogerheide 2023 - Elite: 22º
Tábor 2024 - Elite: 19º
Leuven 2025 - Elite: 11º

### Competizioni continentali
- Campionati europei di ciclocross

Tábor 2017 - Junior: 4º
Rosmalen 2018 - Under-23: 17º
Silvelle 2019 - Under-23: 8º
Rosmalen 2020 - Under-23: vincitore
Drenthe-Col du VAM 2021 - Under-23: vincitore
Namur 2022 - Elite: 13º
Pontchâteau 2023 - Elite: 5º